# Kazachse voetbalbeker 1996/97
1996-97 was het vijfde seizoen van de Beker van Kazachstan. De 19 deelnemende ploegen streden van 7 mei 1996 t/m 26 april 1997 in een knock-outsysteem. Alle rondes (behalve de finale) bestonden uit een heen- en een terugwedstrijd. "Door omstandigheden" (zie hieronder) werd de bekercompetitie vanaf 1996 een "wintercompetitie", terwijl de gewone Kazachse competitie een zomercompetitie bleef.

## Eerste ronde
De wedstrijd werd gespeeld op 7 mei 1996.
| Thuisclub             | Uitslag | Uitslag | Uitclub                   |
| --------------------- | ------- | ------- | ------------------------- |
| Qaynar FK Taldıqorğan | 1       |         | Bolat FK Temirtaw         |
| Qayrat FK Almatı      | 2       |         | Celïnnïk FK Aqmola        |
| Gornyak FK Xromtaw    | 1-0     | 3       | Tobıl FK Kustanay         |
| vrijgeloot            |         |         | Aqtöbemunay FK Aktyubïnsk |
| vrijgeloot            |         |         | Batır FK Ekibastuz        |
| vrijgeloot            |         |         | Elimay FK Semey           |
| vrijgeloot            |         |         | Eñbek FK Jezqazğan        |
| vrijgeloot            |         |         | Ertis FK Pavlodar         |
| vrijgeloot            |         |         | Jiger FK Şımkent          |
| vrijgeloot            |         |         | Kökşe FK Kökşetaw         |
| vrijgeloot            |         |         | Munayşı Aqtaw FK          |
| vrijgeloot            |         |         | Qaysar-Munay FK Qızılorda |
| vrijgeloot            |         |         | SKÏF-Ordabası FK Şımkent  |
| vrijgeloot            |         |         | Şaxter FK Qarağandı       |
| vrijgeloot            |         |         | Taraz FK Jambıl           |
| vrijgeloot            |         |         | Vostok FK Öskemen         |

1 Bolat FK Termitaw trok zich terug.
2 Celïnnïk FK Aqmola trok zich terug.
3 Gornyak FK Xromtaw trok zich vóór het tweede duel terug.

## Achtste finale
De wedstrijden werden gespeeld op 6, 7, 19 mei, 2, 6, 7, 9 & 20 juni 1996.
| Thuisclub                | Uitslag | Uitslag | Uitclub                   |
| ------------------------ | ------- | ------- | ------------------------- |
| Ertis FK Pavlodar        | 4-2     | 0-3     | Elimay FK Semey           |
| Kökşe FK Kökşetaw        | 2-1     | 4       | Eñbek FK Jezqazğan        |
| Munayşı Aqtaw FK         | 3-0     | 1-1     | Batır FK Ekibastuz        |
| Qaynar FK Taldıqorğan    | 1-2     | 3-4     | Qayrat FK Almatı          |
| SKÏF-Ordabası FK Şımkent | 0-0     | 5       | Vostok FK Öskemen         |
| Şaxter FK Qarağandı      | 3-1     | 0-1     | Aqtöbemunay FK Aktyubïnsk |
| Taraz FK Jambıl          | 1-2     | 6       | Qaysar-Munay FK Qızılorda |
| Tobıl FK Kustanay        | 7       |         | Jiger FK Şımkent          |

4 Kökşe FK Kökşetaw trok zich vóór het tweede duel terug.
5 SKÏF-Ordabası FK Şımkent trok zich vóór het tweede duel terug.
6 Taraz FK Jambıl trok zich vóór het tweede duel terug.
7 Jiger FK Şımkent trok zich terug.

## Kwartfinale
De wedstrijden werden gespeeld op 21 juni, 12, 24 juli, 6, 11, 13 & 17 augustus 1996.
| Thuisclub                 | Uitslag | Uitslag | Uitclub             |
| ------------------------- | ------- | ------- | ------------------- |
| Eñbek FK Jezqazğan        | 2-1     | 1-3     | Elimay FK Semey     |
| Munayşı Aqtaw FK          | 2-0     | 1-0     | Tobıl FK Kustanay   |
| Qayrat FK Almatı          | 4-1     | 0-1     | Şaxter FK Qarağandı |
| Qaysar-Munay FK Qızılorda | 2-2     | 1-1     | Vostok FK Öskemen   |

8 Qaysar FK Qızılorda heet m.i.v. juli 1996 Qaysar-Munay FK Qızılorda.

## Halve finale
De wedstrijden werden gespeeld op 16 & 20 november 1996.
| Thuisclub         | Uitslag | Uitslag | Uitclub          |
| ----------------- | ------- | ------- | ---------------- |
| Elimay FK Semey   | 2-1     | 1-1     | Qayrat FK Almatı |
| Vostok FK Öskemen | 0-1     | 1-4     | Munayşı Aqtaw FK |

## Finale
|                  |                                 |         |                  |                                                                        |
| 25 november 1996 | Elimay FK Semey                 | 2 - 1 9 | Munayşı Aqtaw FK | Almatı Ortalıq Stadïon Toeschouwers: onbekend Scheidsrechter: onbekend |
| 25 november 1996 | Esmagambetov 25' Lïtvïnenko 48' | KFF     | Rïkov 2'         | Almatı Ortalıq Stadïon Toeschouwers: onbekend Scheidsrechter: onbekend |

9 Voor aanvang van de finale informeerden de spelers van beide ploegen het publiek dat zij in geval van winst de beker niet aan zouden nemen, omdat zij het ontslag eisten van de voorzitter van de Kazachse voetbalbond, Quralbek Ordabaev, die zij beschuldigden van corruptie en verborgen sabotage bij het streven om lid te worden van de UEFA. De gespeelde finale werd ongeldig verklaard en op 26 april 1997 werd een nieuwe finale gespeeld tussen de beide verliezende halvefinalisten. Bekerwinnaar werd Qayrat FK Almatı. Van de nood werd vervolgens een deugd gemaakt en het bekertoernooi werd vanaf nu een "wintercompetitie", terwijl de gewone competitie in de zomer gespeeld bleef worden; er is dus geen Kazachse bekerwinnaar 1996.
|               |                          |       |                   |                                                                                  |
| 26 april 1997 | Qayrat FK Almatı         | 2 - 0 | Vostok FK Öskemen | Almatı Ortalıq Stadïon Toeschouwers: 2.500 Scheidsrechter: Q. Ordabaev (Şımkent) |
| 26 april 1997 | Klïmov 26' Nïsanbaev 66' | KFF   |                   | Almatı Ortalıq Stadïon Toeschouwers: 2.500 Scheidsrechter: Q. Ordabaev (Şımkent) |